# Monika Walerowicz-Baranowska
Monika Walerowicz-Baranowska również jako Monika Walerowicz (ur. w Bydgoszczy) – polska śpiewaczka operowa (sopran, mezzosopran) i altowiolistka, prof. dr hab. nauk o sztuce, wykładowczyni Uniwersytetu Kazimierza Wielkiego w Bydgoszczy.
Absolwentka Akademii Muzycznej im. Feliksa Nowowiejskiego w Bydgoszczy (1995 – altówka w klasie prof. Zbigniewa Friemana i 1997 – śpiew w klasie prof. Brygidy Skiby). Doktor habilitowana – habilitacja na Akademii Muzycznej im. Ignacego Jana Paderewskiego w Poznaniu (2019).
Laureatka międzynarodowych konkursów wokalnych. Od 2009 solistka Staatsoper Hannover.

## Wybrane partie operowe
- Carmen (Carmen, Bizet)
- Dejanira (Hercules, Häēndel)
- Isabella (Włoszka w Algierze, Rossini)
- Księżniczka Eboli (Don Carlos, Verdi)
- Rozyna (Cyrulik Sewilski, Rossini)

## Wybrane nagrody
- 1998: XXXV Międzynarodowy Konkurs Wokalny im. Francesco Viñasa w Barcelonie – nagroda specjalna[3]
- 1999: VIII Międzynarodowy Konkurs Sztuki Wokalnej im. Ady Sari w Nowym Sączu – I nagroda[4]
- 2001: IV Międzynarodowy Konkurs Wokalny im. Stanisława Moniuszki w Warszawie – I nagroda[5]